# Ochrota nigrolimbata
Ochrota nigrolimbata là một loài bướm đêm thuộc phân họ Arctiinae, họ Erebidae.